# 136号宾夕法尼亚州州道

136号宾夕法尼亚州州道（英語：Pennsylvania Route 136，PA 136）是一条长约40-英里（64-）的州级公路，位于宾夕法尼亚州華盛頓縣、阿利根尼縣和威斯特摩蘭縣，西接40号美国国道，东接30号美国国道。